# جوستين كاسيل
جوستين كاسيل (بالإنجليزية: Justine Cassell)‏ هي باحثة أمريكية، ولدت في 19 مارس 1960 في نيويورك في الولايات المتحدة.